# منصور وفایی
منصور وفایی (زادهٔ ۱۳۱۴ تهران - درگذشته در سال ۱۴۰۳ در تهران) حقوقدان، استاد دانشگاه، وکیل دادگستری و دیپلمات پیشین وزارت خارجه بود.

## زندگی
در تهران به دنیا آمد و تحصیلات ابتدایی را در دبستان دقیقی و متوسطه را در دبیرستان دارالفنون تا دریافت مدرک دیپلم ششم ادبی ادامه داد. وی دورۀ تحصیلات دانشگاهی را در دانشکدۀ حقوق دانشگاه تهران به پایان رسانید و موفق به اخذ مدرک کارشناسی در رشتۀ حقوق قضایی گردید.
وفایی سپس با موفقیت در کنکور ورودی وزارت دادگستری مدت سه سال به شغل قضایی پرداخت و سپس برای تحصیلات تکمیلی عازم سوئیس و فرانسه گردید.
وی دکترای خود در زمینۀ حقوق بین‌الملل را از دانشکدۀ حقوق دانشگاه نوشاتل سوئیس دریافت کرد و سپس به فرانسه عزیمت نمود و موفق به اخذ مدرک دکتری در رشتۀ حقوق جزا از دانشگاه اکس فرانسه گردید.

## مسئولیت ها و سمت های او در وزارت امور خارجه در خارج از کشور
- دبیر اول سفارت ایران در سوئیس - برن؛
- رایزن و کاردار سفارت ایران در فرانسه - پاریس؛
- کاردار دائم سفارت ایران در بوینوس آیرس - آرژانتین.

زندگی در برن و بوینس آیرس باعث شد تا علاوه بر زبانهای انگلیسی و فرانسوی که ایشان بر آنها مسلط بودند با زبان های آلمانی و اسپانیایی نیز آشنا شود.

## مسئولیت های وی در وزارت امور خارجه در تهران
- ادارۀ سازمان های بین‌المللی؛
- معاون ادارۀ سوم سیاسی؛
- رئیس ادارۀ تابعیت؛
- رئیس ادارۀ تشکیلات؛
- قائم مقام تشریفات وزارت امور خارجه؛
- رئیس ادارۀ دهم سیاسی؛
- رئیس ادارۀ ششم سیاسی.[۴][۵]